# Алцак
Алца́к (бур. Амацаг) — улус в Джидинском районе Бурятии. Административный центр сельского поселения «Алцакское».

## Географическое положение
Расположено в 78 км к западу от районного центра, села Петропавловка, и в 340 км от Улан-Удэ.

## История
Местность, где ныне находится Алцак, была заселен племенем сартулов во второй половине XVII века. Сами сартулы пришли в эти места с территории современной Монголии, спасаясь от войны между Джунгарией и Халха-Монголией. После вхождения земель, населенные сартулами в Российское государство, часть сартулов перешла в казачье сословие и несла службу на границе в Харацае.
Через Алцак в XVIII—XIX проходил Игумновский тракт, торговый путь из Кяхты в Иркутск.
Современная история Алцака началась в 1920—1930 годах со строительством школы и образованием сельхозартелей, объединённых впоследствии в колхоз имени Молотова.

## Население
| 2002 | 2010 | 2012 | 2013 | 2014 | 2015 | 2016 |
| ---- | ---- | ---- | ---- | ---- | ---- | ---- |
| 463  | ↘451 | ↘435 | ↘427 | →427 | ↘402 | ↘372 |
| 2017 | 2018 | 2019 | 2020 | 2021 | 2023 | 2024 |
| ↘363 | ↘351 | ↘345 | ↘331 | ↗354 | ↗363 | ↘358 |
| 2025 |      |      |      |      |      |      |
| ↘354 |      |      |      |      |      |      |

Национальный состав
Население полностью бурятское.

## Инфраструктура
- сельская администрация
- средняя школа
- детский сад
- Дом культуры

## Культура
Алцак известен своим фольклорным ансамблем «Дэбэсэнэм», который участвовал в различных республиканских и международных конкурсах. Ансамбль стал лауреатом конкурса «Один день бурята» на всебурятском фестивале «Алтаргана».

## Известные люди
- Ц. Р. Сабсаев, кавалер ордена «Великой Отечественной войны» I и II степеней
- В. Жаргалов, заслуженный артист Бурятии
- Н. Д. Жигжитова, заслуженный артист Бурятии
- С. Д. Санданова, заслуженный артист Бурятии, народный артист РБ
- Л. П. Шаралдаева, заслуженный артист Бурятии
- Х. Б. Цыбенова, Заслуженный работник культуры РБ
- С. Д. Будаев, Заслуженный лесовод России.
- Т. С. Сабсаева, Е. Б. Сабсаева, заслуженные учителя Республики Бурятия
- С. Р. Очирова, Заслуженный работник образования РБ
- Н. Д. Намдакова, заслуженный врач Республики Бурятия
- В. Д. Будаев, заслуженный врач РБ
- В. Ц. Гомбожапов,Заслуженный работник сферы обслуживания РБ
- Н. Ц. Бадмаева, Заслуженный экономист РБ.
- М. Д. Санданова, Заслуженный экономист РБ.